# 蛇頭
蛇頭（英語：Snakeheads）是泛指經營及操控非法移民活動的人，蛇头費是他們的主要收入來源。集團式經營的則稱為人蛇集團。這個名稱最早起源於中國黑幫，在福建及廣東等地，將中國人偷渡至東南亞及美國等地。

## 历史
人蛇與蛇頭的稱呼最早起源於英屬香港，當時偷渡至香港的中國人，會躲藏在漁船或商船的甲板下，如同蛇一般，所以香港人稱呼偷渡客為人蛇，組織偷渡活動的人稱為蛇頭。蛇头的工作包括在出境地遊說當地人外國有好世界（「市場」 推廣 ）、安排「人蛇」越境「運輸」、出境前收取蛇頭費、安排「私人貸款」、入境地收尾數、以及安排黑市工作（「職業」中介人）等。
蛇头的工作內容繁多，所以蛇头非一人可以勝任，通常是一個國際性的犯罪組織，企業化經營，人蛇集团的成員各司其職。當然，如此一條龍服務，部份非核心業務也可以是外判的，或者合夥合營。合夥人方面，可能要包括有出入境海關、移民局、政黨及法官等（多有收受賄賂），此謂「接通天地線」。